# Biserica de lemn din Margine

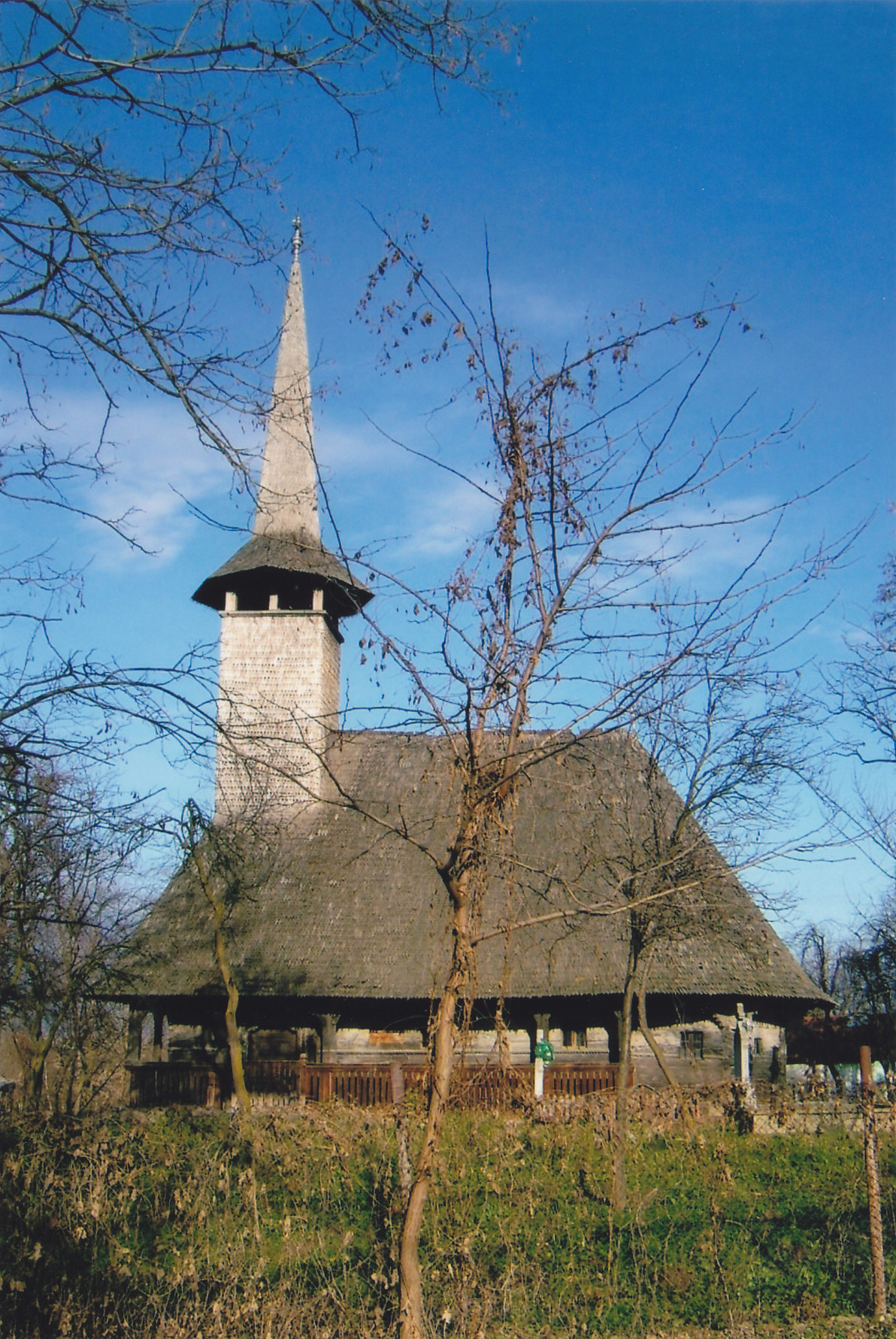
Biserică de lemn construită în 1700.

Biserica de lemn din Margine se află în localitatea omonimă din comuna Abram, județul Bihor și a fost construită în anul 1700, pictura interioară fiind realizată abia în anul 1780. Biserica se află înscrisă pe noua listă a monumentelor istorice sub codul LMI:  BH-II-m-A-01174. Are hramul "Sfinții Arhangheli Mihail și Gavriil".

## Istoric și trăsături
Biserica a fost construită în anul 1700 și zugrăvită în 1780. În 1899 pictorul Hackman Mor a refăcut cea mai mare parte din pictură.